# 兒玉芽生
兒玉 芽生（こだま めい、1999年6月8日 - ）は、日本の陸上競技選手。専門は短距離走。

## 経歴・人物
大分県臼杵市出身。臼杵市立市浜小学校、臼杵市立西中学校卒業。
小学校1年生の頃から姉・彩希（のちに400mハードルで国体優勝）の影響で臼杵ジュニア陸上クラブに通うようになり、小学校3年生の時に入会して本格的に陸上競技を始めた。小学校5・6年生の時には第26・27回全国小学生陸上競技交流大会女子100mを連覇した。中学校時代は、1年生の時に第43回ジュニアオリンピック陸上競技大会にて女子C100mで優勝し、3年生の時に第41回全日本中学校陸上競技選手権大会にて女子200mで5位入賞を果たした。
大分県立大分雄城台高等学校へ進学後、1・2年生の時は度重なる故障に苦しみ、走れないことに悩む日々が続いたが、3年生の時に第70回全国高等学校総合体育大会陸上競技大会（インターハイ）にて12秒02のタイムで優勝、その年の第72回国民体育大会でも少年女子A100mを11秒82で制覇した。高校時代の同級生にプロ野球選手の梶原昂希がおり、在学中に100m走対決を持ち掛けられ勝利した。
2018年に福岡大学人文学部教育・臨床心理学科へ進学。大学進学にあたっては同大学陸上競技部短距離コーチの信岡沙希重からの誘いもあった。 大学進学後は信岡の指導でレベルアップを図った。大学の先輩の卒業論文の被験者として裸足で走ったところ、スパイク着用時より秒速で0.5mほど速かったため、裸足でのトレーニングを取り入れるなどした。 
2019年、大学2年進級直後に2019年IAAF世界リレー大会の日本代表に選出され、山田美来、青野朱李、三宅奈緒香と組み、女子4×200mリレーで1分34秒57の日本新記録をマークして4位に入賞。6月上述の日本学生陸上競技個人選手権大会では女子100mで11秒74のタイムで優勝、下旬の第103回日本陸上競技選手権大会では100m4位、200mでは23秒80のタイムで優勝し、日本選手権タイトルを獲得した。
2020年、大学3年になってからは新型コロナウイルス流行問題で春先から夏にかけての競技会や大会がすべて中止される状況の中、筋力トレーニングやメンタル強化などに取り組んだ。8月のゴールデングランプリ陸上（国立競技場）では女子100mで11秒62をマークして優勝し、9月に開催された第89回日本学生陸上競技対校選手権大会（インカレ）では女子100mで日本歴代3位である11秒35のタイムを出して優勝。そして200mと4×100mリレーも制覇して学生三冠に輝いた。10月に開催された第104回日本陸上競技選手権大会では女子100mで11秒36をマークし、この種目で初の日本選手権制覇を達成した。
2021年6月、第105回日本陸上競技選手権大会でも女子100mで11秒62をマークし、連覇を達成した後、続く女子200mで23秒46をマークし、同種目2年ぶり優勝するとともに短距離2冠を達成した。
2021年8月5日、東京オリンピック陸上女子400mリレー予選に、青山華依、斎藤愛美、鶴田玲美と出場したが、43秒44で1組7着となり決勝には進めなかった。
大学卒業後、ミズノへ入社。
2022年4月29日、初戦となった第56回織田幹雄記念国際陸上競技大会女子100mA決勝で11秒95をマークするものの、御家瀬緑、君嶋愛梨沙、青山華依に続き4位だった。
2022年6月、前回と同じ長居陸上競技場（ヤンマースタジアム長居）に開催された第105回日本陸上競技選手権大会でも女子100mで11秒40をマークしたものの、惜しくも3連覇を逃した。続く女子200mで23秒34をマークし、100m優勝の君嶋に雪辱し、この種目の連覇を果たした。
2022年7月22日、米国・オレゴン州で行われた第18回世界陸上競技選手権大会女子4×100mリレー予選1組に、3走として青木益未、君嶋、御家瀬と共に出場したが、43秒33の日本新記録を樹立するものも、7着で決勝には進めなかった。
2022年9月24日 - 2022年9月25日、長良川競技場で行われた第70回全日本実業団対抗陸上競技選手権大会女子100m予選で11秒24自己ベスト更新するとともに福島千里の持つ日本記録（11秒21）に続く日本歴代2位をマーク。更に同種目決勝では11秒39と予選に続く自己ベスト更新とならなかったのの、見事同大会初優勝を飾った。続く女子200mで23秒49をマークし、同種目優勝するとともに実業団1年目で同大会短距離2冠を達成した。

## 主な戦績
- 2017年 全国高校総体陸上 女子100m 優勝
- 2017年 愛媛国体陸上 少年女子A100m 優勝
- 2019年 IAAF世界リレー大会 女子4×200mリレー 4位
- 2019年 日本学生陸上個人選手権 女子100m 優勝
- 2019年 第103回日本陸上選手権 女子100m 4位
- 2019年 第103回日本陸上選手権 女子200m 優勝
- 2020年 ゴールデングランプリ陸上 女子100m 優勝
- 2020年 第104回日本陸上選手権 女子100m 優勝
- 2020年 第104回日本陸上選手権 女子200m 2位
- 2020年 第89回日本学生陸上対校選手権 女子100m 優勝
- 2020年 第89回日本学生陸上対校選手権 女子200m 優勝
- 2020年 第89回日本学生陸上対校選手権 女子4×100mリレー 優勝
- 2021年 第105回日本陸上選手権 女子100m 優勝
- 2021年 第105回日本陸上選手権 女子200m 優勝
- 2022年 第56回織田記念陸上 女子100mA 4位
- 2022年 第106回日本陸上選手権 女子100m 2位
- 2022年 第106回日本陸上選手権 女子200m 優勝
- 2022年 第70回全日本実業団対抗選手権 女子100m 優勝
- 2022年 第70回全日本実業団対抗選手権 女子200m 優勝